# Terence Tchiknavorian
Terence Tchiknavorian (Avignone, 22 aprile 1992) è uno sciatore freestyle francese, specialista dello ski cross.

## Biografia
Originario di Avignone e attivo a livello internazionale dal gennaio 2009, Terence Tchiknavorian ha debuttato in Coppa del Mondo l'11 gennaio 2012, giungendo 38º in ski cross ad Alpe d'Huez. A Val Thorens, il 7 dicembre 2017, ha ottenuto il suo primo podio nel massimo circuito, classificandosi al 3º posto nella gara vinta dal canadese Christopher Del Bosco. Nello stesso contesto, l'11 dicembre 2021 ha ottenuto la sua prima vittoria.
In carriera ha preso parte a due edizioni dei Giochi olimpici invernali e non ha mai debuttato ai Campionati mondiali di freestyle.

## Palmarès

### Mondiali juniores
- 2 medaglie:
  - 2 argenti (ski cross a Chiesa in Valmalenco 2013; ski cross a Chiesa in Valmalenco 2014)

### Coppa del Mondo
- Miglior piazzamento nella Coppa del Mondo di ski cross: 2º nel 2022
- 10 podi:
  - 3 vittorie
  - 5 secondi posti
  - 2 terzi posti

#### Coppa del Mondo - vittorie
| Data             | Luogo       | Paese    | Disciplina |
| ---------------- | ----------- | -------- | ---------- |
| 11 dicembre 2021 | Val Thorens | Francia  | SX         |
| 12 dicembre 2022 | Arosa       | Svizzera | SX         |
| 21 dicembre 2023 | San Candido | Italia   | SX         |

Legenda:

SX = ski cross